# Gertrude di Altenberg

Stemma dei Ludovingi

Gertrude di Altenberg (Turingia, 29 settembre 1227 – Solms, 13 agosto 1297) fu una monaca e badessa premostratense, figlia di Ludovico IV, langravio di Turingia e di santa Elisabetta d'Ungheria. È stata beatificata nel 1311 da papa Clemente V.

## Biografia
Era la più giovane dei tre figli di Ludovico IV, langravio di Turingia, e di sua moglie Elisabetta d'Ungheria. Il padre di Gertrude morì a Otranto, mentre si recava in Terrasanta per la sesta crociata, poco prima della sua nascita.
Aveva appena due anni quando la madre la portò al convento di Altenberg, dove in seguito divenne una suora. Nel 1248, a soli 21 anni, fu eletta badessa, e governò il monastero per 49 anni.
Con l'eredità che aveva ricevuto da suo zio, Teodorico I, margravio di Meißen, eresse una chiesa e un ospizio per poveri. Si occupò personalmente dei degenti e condusse una vita di mortificazione estrema. Quando Papa Urbano VI indisse una crociata contro i Saraceni, Gertrude e le sue consorelle presero la croce. 
Nel 1270 cominciò a osservare la festa del Corpus Domini nel suo convento, uno dei primi ad introdurre questa festa in Germania. Papa Clemente VI permise la celebrazione della sua festa al convento di Altenberg e concesse alcune indulgenze a coloro che visitavano le sue reliquie.

## Ascendenza
|                         |                     |                          | Genitori                         |  |  | Nonni |  |  | Bisnonni                |  |  | Trisnonni              |  |
|                         |                     |                          |                                  |  |  |       |  |  | Ludovico II di Turingia |  |  | Ludovico I di Turingia |  |
|                         |                     |                          |                                  |  |  |       |  |  | Ludovico II di Turingia |  |  | Ludovico I di Turingia |  |
|                         |                     | Edvige di Gudensberg     |                                  |  |  |       |  |  | Ludovico II di Turingia |  |  |                        |  |
| Ermanno I di Turingia   |                     |                          |                                  |  |  |       |  |  | Ludovico II di Turingia |  |  |                        |  |
|                         |                     | Giuditta di Hohenstaufen | Federico II di Svevia            |  |  |       |  |  |                         |  |  |                        |  |
|                         |                     | Giuditta di Hohenstaufen | Federico II di Svevia            |  |  |       |  |  |                         |  |  |                        |  |
|                         |                     | Giuditta di Hohenstaufen | Agnese di Saarbrücken            |  |  |       |  |  |                         |  |  |                        |  |
| Ludovico IV di Turingia |                     | Giuditta di Hohenstaufen |                                  |  |  |       |  |  |                         |  |  |                        |  |
|                         |                     | Ottone I di Baviera      | Ottone IV di Wittelsbach         |  |  |       |  |  |                         |  |  |                        |  |
|                         |                     | Ottone I di Baviera      | Ottone IV di Wittelsbach         |  |  |       |  |  |                         |  |  |                        |  |
|                         |                     | Ottone I di Baviera      | Heilika di Pettendorf-Lengenfeld |  |  |       |  |  |                         |  |  |                        |  |
| Sofia di Wittelsbach    |                     | Ottone I di Baviera      |                                  |  |  |       |  |  |                         |  |  |                        |  |
|                         |                     | Agnese di Loon           | Luigi I di Loon                  |  |  |       |  |  |                         |  |  |                        |  |
|                         |                     | Agnese di Loon           | Luigi I di Loon                  |  |  |       |  |  |                         |  |  |                        |  |
|                         |                     | Agnese di Loon           | Agnese di Metz                   |  |  |       |  |  |                         |  |  |                        |  |
| Gertrude di Altenberg   |                     | Agnese di Loon           |                                  |  |  |       |  |  |                         |  |  |                        |  |
|                         | Béla III d'Ungheria | Géza II d'Ungheria       |                                  |  |  |       |  |  |                         |  |  |                        |  |
|                         | Béla III d'Ungheria | Géza II d'Ungheria       |                                  |  |  |       |  |  |                         |  |  |                        |  |
|                         | Béla III d'Ungheria | Eufrosina di Kiev        |                                  |  |  |       |  |  |                         |  |  |                        |  |
| Andrea II d'Ungheria    | Béla III d'Ungheria |                          |                                  |  |  |       |  |  |                         |  |  |                        |  |
|                         |                     | Agnese d'Antiochia       | Rinaldo di Châtillon             |  |  |       |  |  |                         |  |  |                        |  |
|                         |                     | Agnese d'Antiochia       | Rinaldo di Châtillon             |  |  |       |  |  |                         |  |  |                        |  |
|                         |                     | Agnese d'Antiochia       | Costanza d'Antiochia             |  |  |       |  |  |                         |  |  |                        |  |
| Elisabetta d'Ungheria   |                     | Agnese d'Antiochia       |                                  |  |  |       |  |  |                         |  |  |                        |  |
|                         |                     | Bertoldo IV d'Andechs    | Bertoldo I d'Istria              |  |  |       |  |  |                         |  |  |                        |  |
|                         |                     | Bertoldo IV d'Andechs    | Bertoldo I d'Istria              |  |  |       |  |  |                         |  |  |                        |  |
|                         |                     | Bertoldo IV d'Andechs    | Edvige di Wittelsbach            |  |  |       |  |  |                         |  |  |                        |  |
| Gertrude di Merania     |                     | Bertoldo IV d'Andechs    |                                  |  |  |       |  |  |                         |  |  |                        |  |
|                         |                     | Agnese di Rochlitz       | Dedi III di Lusazia              |  |  |       |  |  |                         |  |  |                        |  |
|                         |                     | Agnese di Rochlitz       | Dedi III di Lusazia              |  |  |       |  |  |                         |  |  |                        |  |
|                         |                     | Agnese di Rochlitz       | Matilde di Heinsberg             |  |  |       |  |  |                         |  |  |                        |  |
|                         |                     | Agnese di Rochlitz       |                                  |  |  |       |  |  |                         |  |  |                        |  |